# Walter Haas (Germanist)

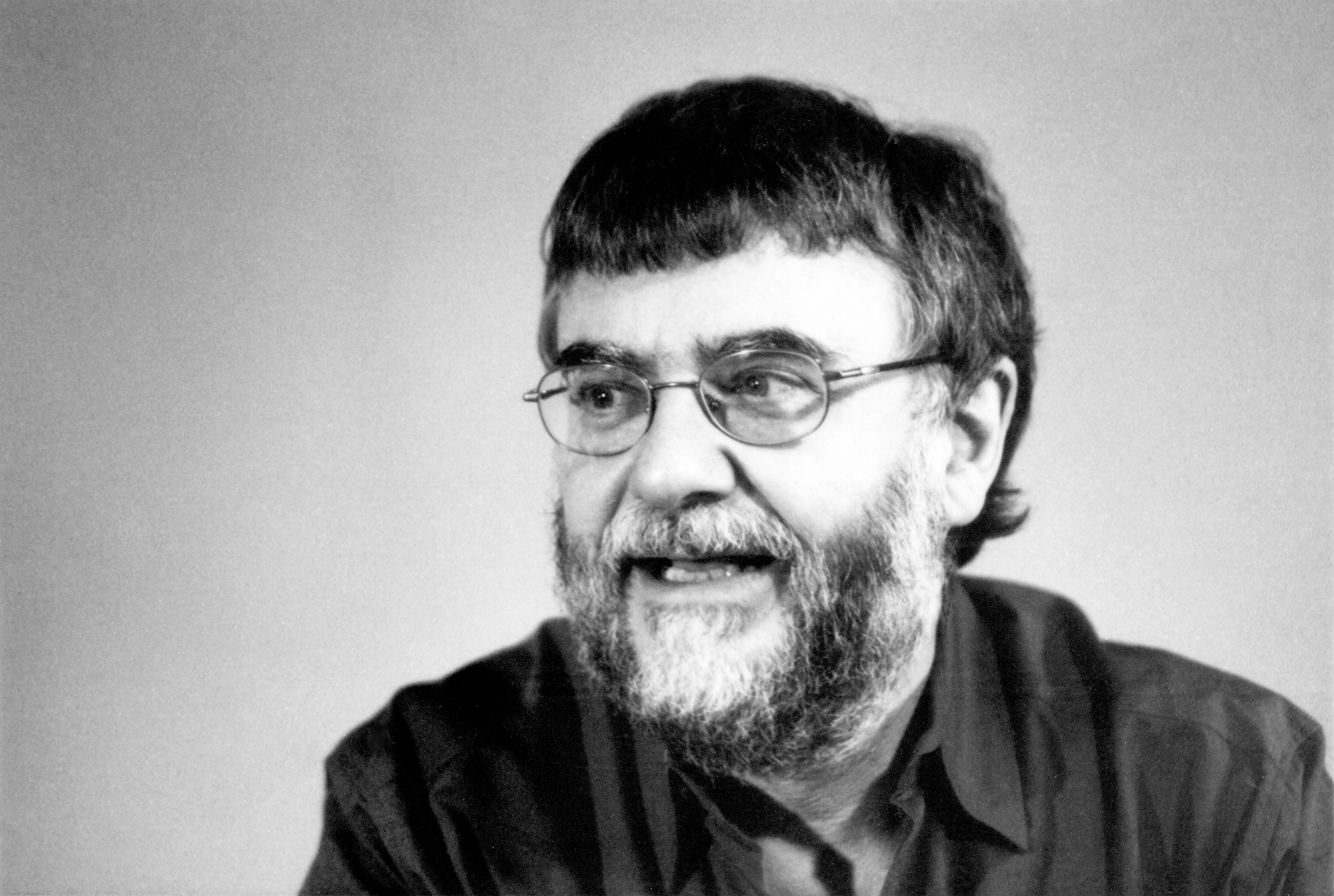
Walter Haas

Walter Haas (* 14. September 1942 in Luzern; Bürger von Kriens) ist ein Schweizer Sprachwissenschafter und emeritierter Professor für Germanistische Linguistik.

## Leben
Haas, Sohn eines Sattlers und Tapezierers, besuchte 1954–1958 die Kantonsschule Luzern und 1958–1963 das kantonale Lehrerseminar in Hitzkirch, worauf er ein Jahr als Lehrer arbeitete. 1964–1971 studierte er an den Universitäten in Zürich und Freiburg im Üechtland Germanische Philologie, Deutsche Literatur, Volkskunde, Schweizergeschichte sowie Allgemeine Sprachwissenschaft und wurde 1971 in Freiburg Assistent von Elmar Seebold. Einen Aufenthalt in den Vereinigten Staaten 1973–1974 verbrachte er als Visiting Fellow an der Princeton University bei William G. Moulton. 1971 promovierte Haas mit einer Arbeit über eine Luzerner Volksschauspielparodie aus dem 18. Jahrhundert, und 1978 habilitierte er sich mit einer Untersuchung zum Thema Sprachwandel und Sprachgeographie.
1978–1980 arbeitete Haas als wissenschaftlicher Mitarbeiter beim Sprachdienst der Schweizerischen Bundeskanzlei in Bern und 1980–1983 unter Rudolf Trüb am Sprachatlas der deutschen Schweiz (Band VI) in Zürich. 1983 wurde er Professor an der Philipps-Universität Marburg und Leiter des Deutschen Sprachatlasses. 1986 kehrte Haas an die Universität Freiburg im Üechtland zurück, wo er bis zu seiner Emeritierung im Jahr 2009 als ordentlicher Professor für Germanistische Linguistik tätig war.
Haas ist verheiratet und Vater einer Tochter. Er ist ferner ein Sammler von Kartenspielen, insbesondere von Jasskarten aus dem 18. und 19. Jahrhundert – einer Zeit, als Freiburg der wichtigste Spielkartenproduktionsort der Schweiz war. Eine Auswahl aus seiner Privatsammlung wurde 2002 im Rahmen der Ausstellung «Spielkarten – Faszination einer populären Kunst» des Freiburger Gutenberg-Museums gezeigt.

## Forschung und Wirken
Forschungsschwerpunkte von Haas sind Dialektologie und Soziolinguistik, Wissenschaftsgeschichte der Germanistik, Sprachgeschichte des Deutschen, die Sprachverhältnisse der Schweiz sowie Standardisierungsprozesse. Seine dialektologischen Publikationen umfassen den weiten Bogen von der sprachgeschichtlichen Interpretation rezenter Vokalsysteme über die Mitarbeit an einem regionalen Dialektwörterbuch bis zur Theorie und Geschichte der Deutschschweizer Mundartliteratur. Im Gebiet der Wissenschaftsgeschichte hat sich Haas den Idiotismensammlungen des 18. Jahrhunderts sowie dem Luzerner Gelehrten Renward Brandstetter gewidmet. Im Bereich der Sprachgeschichte und -standardisierung arbeitet er zur Schreibsprache der eidgenössischen Stände im 15. und 16. Jahrhundert. Haas hat überdies mehrere Arbeiten zur Geschichte und Ikonographie der Spielkarten verfasst.
Haas war 1982–2006 Mitglied des – alten und neuen – Wissenschaftlichen Beirats des Instituts für Deutsche Sprache in Mannheim. 1987–1991 wirkte er als Präsident der Schweizerischen Akademischen Gesellschaft für Germanistik und 1995–2006 als Mitglied der Kommission der Schweizerischen Akademie der Geistes- und Sozialwissenschaften für die Nationalen Wörterbücher (Schweizerisches Idiotikon, Glossaire des patois de la Suisse romande, Vocabolario dei dialetti della Svizzera italiana und Dicziunari Rumantsch Grischun). 2003–2010 fungierte er als Präsident der Leitungsgruppe des Nationalen Forschungsprogramms 56 «Sprachenvielfalt und Sprachkompetenz in der Schweiz», und 2007–2010 bekleidete er das Amt des Präsidenten der International Playing Card Society.

## Publikationen (Auswahl)
Dialektologie
- [zusammen mit Christian Schmutz:] Senslerdeutsches Wörterbuch. Mundartwörterbuch des Sensebezirks im Kanton Freiburg mit Einschluss der Stadt Freiburg und der Pfarrei Gurmels. Deutschfreiburger Heimatkundeverein / Paulus, Freiburg, Schweiz, 2000 (Deutschfreiburger Beiträge zur Heimatkunde 65).
- Dialekt als Sprache literarischer Werke. In: Werner Besch, Ulrich Knoop, Wolfgang Putschke und Herbert Ernst Wiegand (Hrsg.): Dialektologie. Ein Handbuch zur deutschen und allgemeinen Dialektforschung. Walter de Gruyter, Berlin / New York 1983 (Handbücher zur Sprach- und Kommunikationswissenschaft 1.2), S. 1637–1651.
- Zeitgenössische Mundartliteratur der deutschen Schweiz. Ein theoretischer und geschichtlicher Überblick. In: Michigan Germanic Studies 6 (1980), S. 58–119.
- Sprachwandel und Sprachgeographie. Untersuchungen zur Struktur der Dialektverschiedenheit am Beispiel der schweizerdeutschen Vokalsysteme. Steiner, Wiesbaden 1978 (Zeitschrift für Dialektologie und Linguistik, Beihefte NF 30).
- Lozärnerspròòch. Eine Geschichte der luzerndeutschen Mundartliteratur mit einem Verfasserlexikon und einem Lesebuch. Räber, Luzern/Stuttgart 1968.

Wissenschaftsgeschichte
- Renward Brandstetter as a Dialectologist. In: Robert Blust, Jürg Schneider (Hrsg.): A World of Words. Revisiting the Work of Renward Brandstetter (1860–1942) on Lucerne and Austronesia. Harrassowitz, Wiesbaden 2012, S. 33–42.
- [Hrsg., unter Mitarbeit von W. Günther Ganser, Karin Gerstner und Hanspeter von Flüe:] Provinzialwörter. Deutsche Idiotismensammlungen des 18. Jahrhunderts. Walter de Gruyter, Berlin / New York 1994 (Historische Wortforschung 3).
- Jacob Grimm und die deutschen Mundarten. Steiner, Stuttgart 1990 (Zeitschrift für Dialektologie und Linguistik, Beihefte NF 65).
- Das Wörterbuch der schweizerdeutschen Sprache. Versuch über eine nationale Institution (PDF; 45,7 MB). Hrsg. von der Redaktion des Schweizerdeutschen Wörterbuchs. Huber, Frauenfeld 1981.

Sprachgeschichte und Standardisierungsprozesse
- «On schaden verwandlet.» Über den Umgang der frühen Nachdrucker mit Luthers Verdeutschung des Neuen Testaments. In: Der Schreiber als Dolmetsch. Hrsg. von Werner Besch und Thomas Klein. Sonderheft zum Band 127 (2008) der Zeitschrift für deutsche Philologie, S. 119–149.
- Ansätze zu einer Theorie des Sprachwandels auf lautlicher Ebene. In: Werner Besch, Anne Betten, Oskar Reichmann und Stefan Sonderegger (Hrsg.): Sprachgeschichte. Ein Handbuch zur Geschichte der deutschen Sprache und ihrer Erforschung. 2., vollständig neu bearbeitete und erweiterte Auflage. Walter de Gruyter, Berlin / New York 1998 (Handbücher zur Sprach- und Kommunikationswissenschaft 2.1), S. 836–850.
- Franz Alois Schumachers «Isaac». Eine Volksschauspielparodie aus dem 18. Jahrhundert. Text und Untersuchungen. Rex, Luzern 1975 (Luzerner Historische Veröffentlichungen 4).

Sprachverhältnisse der Schweiz
- Die Sprachsituation der deutschen Schweiz und das Konzept der Diglossie. In: Helen Christen (Hrsg.): Dialekt, Regiolekt und Standardsprache im sozialen und zeitlichen Raum. Beiträge zum 1. Kongress der Internationalen Gesellschaft für Dialektologie des Deutschen, Marburg/Lahn, 5.–8. März 2003. Edition Praesens, Wien 2004, S. 81–110.
- Die deutschsprachige Schweiz. In: Hans Bickel, Robert Schläpfer (Hrsg.): Die viersprachige Schweiz. 2., neubearbeitete Auflage. Sauerländer, Aarau 2000 (Reihe Sprachlandschaft 25), S. 57–138.

Spielkartenforschung
- Die «französischen Jasskarten». Über den Wandel von Objekten der Alltagskultur. In: Archiv für Volkskunde 109, 2013, S. 133–148, doi:10.5169/seals-358010.
- [Hrsg., zusammen mit Daniel Grütter und Max Ruh:] Das Tarockspiel in der Schweiz. Tarocke des 18. und 19. Jahrhunderts im Museum zu Allerheiligen Schaffhausen. Erschienen anlässlich der Ausstellung im Museum zu Allerheiligen Schaffhausen vom 17. September 2004 bis 27. März 2005. Schaffhausen 2004.
- Der Freiburger Spielkartenmacher Alphonse Favre. In: Freiburger Geschichtsblätter 71 (1994), S. 173–212.

## Ehrungen
- Raphael Berthele, Helen Christen, Sibylle Germann und Ingrid Hove (Hrsg.): Die deutsche Schriftsprache und die Regionen. Entstehungsgeschichtliche Fragen in neuer Sicht. Walter de Gruyter, Berlin / New York 2003 (Studia Linguistica Germanica 65) [Publikation anlässlich von Walter Haas’ 60. Geburtstag].